# Tasiocera hiemalis
Tasiocera hiemalis là một loài ruồi trong họ Limoniidae. Chúng phân bố ở miền Australasia.